# Хэй, Дэнни
Дэниел «Дэнни» Джон Хэй (англ. Daniel «Danny» John Hay; род. 15 мая 1975, Окленд) — новозеландский футболист, ассистент главного тренера клуба «Окленд». Был первым капитаном «Нью Зиланд Найтс» в Эй-лиге. С 2020 по 2022 год — главный тренер сборной Новой Зеландии.

## Биография
Свою карьеру футболиста начал в команде «Уаитакере Сити» с которой стал чемпионом Новой Зеландии в 1995 году.
В 1996 году перешёл в «Сентрал Юнайтед», с которым вышел в серию плей-офф однако в полуфинале клуб уступил его бывшему клубу «Уаитакере Сити».
В 1997 году переезжает в Австралию в клуб «Перт Глори» за который отыграл за 2 сезона 42 игры и забил 2 гола.
В 1999 году перешёл в «Лидс Юнайтед», дебютировал в составе которого только 13 сентября 2000 года в матче Лиге чемпионов против «Барселоны» выйдя на замену на 89 минуте вместо Лукаса Радебе. В АПЛ дебютировал 30 сентября 2000 года в матче против «Тоттенхэма». Всего за клуб провел 4 игры в АПЛ и по одной игре в Лиге чемпионов и Кубке ФЛ.
Сезон 2002/03 провёл в составе «Уоллсола» в первом дивизионе Англии проведя в составе практически все матчи сезона, всего в составе клуба появлялся 45 раз.
В 2003 году вернулся в Новую Зеландию, где принял участие в последнем сезоне НСЛ в составе клуба «Футбол Кингз». Позднее клуб был переформирован в «Нью Зиланд Найтс» для участия в Эй-лиге, Хэй был назначен первым капитаном клуба. Первый сезон для клуба закончился неудачно и Дэнни перебрался в клуб «Перт Глори», однако в составе закрепится не смог.
С 2007 по 2009 годы выступал в составе и являлся капитаном «Уаитакере Юнайтед» выступавший в чемпионате Новой Зеландии с которым становился чемпионом страны и победителем Лиги чемпионов ОФК.
В период с 1996 по 2007 год выступал за сборную Новой Зеландии. В 2006 году был назначен капитаном «All Whites».
Являлся главным тренером юношеской сборной Новой Зеландии (до 17 лет) с которой выиграл Чемпионат ОФК 2017 (до 17 лет), а также руководил командой на Чемпионате мира 2015 и 2017. Также входил в тренерский штаб «Истерн Сабёрбс».
26 августа 2019 года был назначен главным тренером сборной Новой Зеландии.

## Скандалы
Будучи преподавателем и тренером в оклендском Колледже Святейшего Сердца Хэй попал в июне 2012 года попал в скандал, публично раскритиковав тактику главного тренера сборной Новой Зеландии Рики Херберта после того, как тот с «Олл Уайтс» занял третье место на минувшем Кубке наций ОФК. «Немного пугает, что у вас все идеи диктует один человек, и ничего нового не приходит в голову. Он стал тактически ленивым, а играть втроем в обороне в Хониаре было ужасно в тех условиях, с тем типом игроков, которые были в нашем распоряжении».
Кроме того, всё ещё будучи на посту тренера футбольной команды колледжа в 2013 году был дисквалифицирован на четыре матча после того, как во время игры крикнул в адрес рефери и его помощника «грёбаные мошенники» (англ. f***ing cheats). Позднее Хэй заявил, что сожалеет о своих действиях, и принёс извинения перед своими игроками и родителями маленьких детей, которые, возможно, слышали его слова.

## Достижения

### Клубные
- Победитель Суперлиги Новой Зеландии: 1 (1995)
- Победитель Чемпионата Новой Зеландии: 1 (2007/08)
- Победитель Лиги чемпионов ОФК: 2 (2007, 2007/08)
- Победитель Чемпионата ОФК (до 17 лет): 1 (2017)